# Jean-Jacques Duval d'Eprémesnil
Pour les articles homonymes, voir Duval.
Jean-Jacques Duval d’Éprémesnil, seigneur de Maréfosse, né le 5 décembre 1745 à Pondichéry et guillotiné le 22 avril 1794 à Paris, est un juriste, pamphlétaire et homme politique français.

## Biographie

### Origines
Issu d’une vieille famille havraise, Jean-Jacques Duval – ou « du Val » – d’Éprémesnil descendait d’Alain du Val de Coupeauville, père de Jacques, qui avait acquis en 1645 la terre d’Éprémesnil, bailliage de Montivilliers en pays de Caux.
Jacques II (1672-1748), grand-père de l’avocat au Parlement, fit fortune comme agent de Law au Havre puis comme directeur d’une des premières compagnies de commerce encouragées par Colbert, la compagnie du Sénégal. Il obtint en 1719, la qualité de seigneur d’Éprémesnil – qui ne lui conférait pas pour autant la noblesse – « pour service rendu en sa charge de président au grenier à sel et premier échevin du Havre ». De son mariage, il eut sept enfants.
Jacques III Duval d’Éprémesnil (1714-1764), l’aîné, fut armateur, administrateur de la Compagnie des Indes à Lorient et voyagea à travers le monde. On dit que, pour mieux connaître les principes de la religion des Indiens, il « brava mille dangers », pénétrant « en habit de brahmine dans les pagodes indiennes » dont il a décrit et dessiné les cérémonies. Il est également l’auteur d’un Traité sur le commerce du Nord. Propriétaire aux Indes à la veille de la prise de Pondichéry par les Anglais, membre du conseil supérieur de Mahé (1742), de Chandernagor (1746) puis de Pondichéry, commandant général des établissements français des Indes orientales (1755) et gouverneur de Madras. Il avait épousé Anne-Chrétienne-Françoise Vincens dont il eut un fils unique, Jean-Jacques, né en 1745 à Pondichéry. La prise de Pondichéry par les Anglais et l’abandon des florissants comptoirs de la route des Indes fut une catastrophe vécue comme telle par la famille d’Eprémesnil.

### Réhabilitation de Lally-Tollendal
Jean-Jacques Duval d’Éprémesnil est avocat au Châtelet de Paris, lorsqu’il s’oppose à la procédure de réhabilitation du comte de Lally-Tollendal engagée par son fils Trophime-Gérard.
Dernier gouverneur des Indes, le comte de Lally-Tollendal avait été accusé par Georges Duval de Leyrit, oncle de d’Éprémesnil, d’avoir abusé de sa fonction et livré contre argent Pondichéry aux Anglais. À l’issue d’un procès mémorable plaidé en 1766 au Parlement de Paris, le comte avait été convaincu de haute trahison et décapité au sabre.
Soutenu par Voltaire, le fils du général de Lally-Tollendal avait saisi le Parlement de Normandie pour examiner à nouveau cette cause, mais d’Éprémesnil, agissant en mémoire de son oncle l’accusateur, s’interposa, chercha et obtint la non-recevabilité qui fut confirmée par le Conseil d’État qui dénia au jeune Lally, né hors mariage, sa qualité de fils légitime de Lally-Tollendal.
La reine ayant pris position en faveur du fils Lally-Tollendal, le dossier avait été largement commenté, et d’Éprémesnil, en tenant tête aux souhaits de Marie-Antoinette, avait commencé à faire parler de lui.
Devenu entre-temps avocat au Parlement de Paris, il avait été exilé en 1771 lors de la « réforme Maupeou » et il avait épousé une demoiselle Madeleine Desvaulx, fille du baron d’Oinville, qui mourut prématurément après lui avoir donné un fils, né le 30 mai 1770. Pour se distinguer de son père, celui-ci porta le nom de Jacques Duval de Maréfosse.

### Avocat, spéculateur et affairiste
Très actif, très entreprenant, Jean-Jacques Duval d’Éprémesnil a la réputation de s’opposer sourdement, chaque fois que l’occasion se présente, aux ministres et à l’autorité monarchique. Il exprime sa fronde de toutes les manières possibles. Membre de la loge maçonnique des Neuf Sœurs – qui est fort contestée par Louis XVI qui veut la dissoudre en 1779 –, il tombe amoureux de l’épouse d’un frère et ami, Jacques Thilorier, rencontrée en 1778 lorsque celle-ci était une des six berceuses de Nicolas Beaujon, et avec laquelle il eut une liaison cachée.
Née Françoise-Augustine Sentuary, cette jeune Bordelaise défrayait la chronique car quelques années plus tôt, elle avait été une des « créatures » de Clugny de Nuits, contrôleur général des Finances à qui, selon la correspondance du maréchal de Saxe, elle soutira une pension de 12 000 livres. Entraînée par sa sœur Michelle de Bonneuil, Mme Thilorier était ensuite devenue une des six « berceuses » de Nicolas Beaujon qui avait établi chez lui un sérail de jeunes et jolies femmes, bien nées qui faisaient les honneurs de sa maison. Devenue veuve en 1783, elle avait cherché et réussi au mois d’août 1786, à se faire épouser par d’Éprémesnil dont elle venait de mettre au monde un enfant. Chamfort raconte drôlement que, pour arriver à ses fins, elle lui aurait fait découvrir la pierre philosophale, en échange de quoi il avait consenti à l’épouser, malgré la réputation de libertinage attachée à sa réputation et à celles de ses deux autres sœurs qui, comme elle, avaient fait le bonheur des poètes érotiques et des peintres. Chantée par Évariste de Parny, Mme Thilorier a posé deux fois pour Élisabeth Vigée Le Brun, également pour le pastelliste Jean-Baptiste Perronneau et d’autres artistes.
« Dans ce temps-là, rapporte un contemporain, tout était magnétisme : la reine magnétisait le comte d’Artois, M. Necker magnétisait les finances, Louis XVI magnétisait le vin de Bourgogne et Mesmer magnétisait les jolies femmes et l’argent des sots ». Promoteur et disciple de Franz Anton Mesmer, Jean-Jacques Duval d’Éprémesnil contribua à faire connaître la pratique thérapeutique du magnétisme animal, un fluide aux effets bénéfiques pour les personnes souffrant de troubles somatiques ou nerveux. Derrière les aspects plus ou moins sérieux de la théorie médico-psychologique du magnétisme, s’était développée une pratique lucrative dont Mesmer tira d’énormes bénéfices. Il avait eu l’idée d’enseigner sa pratique, et les cours coûtaient fort cher. Les disciples pouvaient alors enseigner à leur tour. D’Éprémesnil, avec ses amis l’avocat Nicolas Bergasse et le vicomte de Puységur, furent parmi les premiers élèves de Mesmer. Ils purent enseigner à leur tour et soigner leur entourage. Bergasse magnétisa lui-même de belles indolentes, rue du Coq-Héron, et d’Éprémesnil, qui avait magnétisé Mme Thilorier, se fit le défenseur des théories de Mesmer lorsqu’elles commencèrent à être attaquées par l’Académie de médecine. On lui reprochait d’être un charlatan et on ne prenait pas au sérieux ces séances individuelles ou de groupe au cours desquelles les mondains des deux sexes se touchaient mutuellement autour d’un baquet. D’Éprémesnil publia ainsi des « Réflexions préliminaires » sur le bien-fondé du mesmérisme en réponse aux critiques contenues dans la pièce intitulée Les Docteurs modernes  qui fut jouée sur le Théâtre-Italien le 4 novembre 1784. À cette occasion, il était monté dans les loges supérieures du théâtre et avait déversé sur le parterre une pluie de tracts favorables à Mesmer qu’il ne supportait pas de voir ridiculiser. Il n’empêche que Mesmer fut bientôt exilé, emportant, dit-on, avec lui, une somme avoisinant 500 000 livres.
La spéculation immobilière parisienne avait pris son plein essor déjà sous Louis XVI, où plusieurs quartiers furent lotis. Certains terrains proches des grands boulevards et surtout la chaussée d’Antin et le secteur Saint-Lazare étaient très recherchés. D’Éprémesnil qui fréquentait la société interlope du cardinal de Rohan (Daudet de Jossun, la comtesse de Lamotte-Valois, le sieur Augeard, etc.) s’entendit avec Rohan dans un projet concernant l’hôpital des Quinze-Vingts que les promoteurs avaient prévu de déplacer et de reconstruire dans un nouveau quartier pour bénéficier d’énormes plus-values. De même, avec un certain nombre d’initiés, il acheta des actions des Indes au moment où elles étaient au plus bas, pour réaliser de substantiels bénéfices à la suppression du monopole de la Compagnie.
Devenu adepte et ami de Cagliostro – le « grand Copte » – avec lequel il développa une franc-maçonnerie égyptienne, il participa à sa défense lorsque celui-ci fut compromis dans l’Affaire du collier de la reine. Il se montra fort critique avec Marie-Antoinette qui voulait passer outre aux décisions du Parlement et lui faire rendre une décision favorable à la réhabilitation du comte de Lally-Tollendal. Dans les mêmes années, il prit parti dans l’épineuse affaire Kornmann, tout aussi retentissante que les précédentes, dans laquelle s’opposèrent Beaumarchais, défenseur de Mme Kornmann, et ceux qui comme lui, considéraient que cette dame, qui s’était rendue coupable d’un adultère, était dans son tort. Sachant que d’Éprémesnil avait lui-même entretenu (pour reprendre l’expression amusée de Chamfort), un « commerce criminel » avec Mme Thilorier, Beaumarchais s’apprêtait à publier un manifeste cinglant à ce sujet lorsque Mme de Bonneuil, sœur de l’ex-Mme Thilorier, vint le prier de n’en rien faire. Duval d’Éprémesnil éprouvait le besoin irrépressible de se mettre en avant et de marquer son opposition à l’autorité monarchique. En ce sens, il est passé à juste titre pour « révolutionnaire ». Mais son opposition devait se révéler corporatiste, celle de grands propriétaires terriens qui ne supportaient plus d’être soumis à la fiscalité commune quand la vieille noblesse y échappait. C’est cette « injustice » qui semble avoir été, en 1788, le moteur de son opposition frontale à Versailles.

### Le précurseur «inconscient» de la Révolution

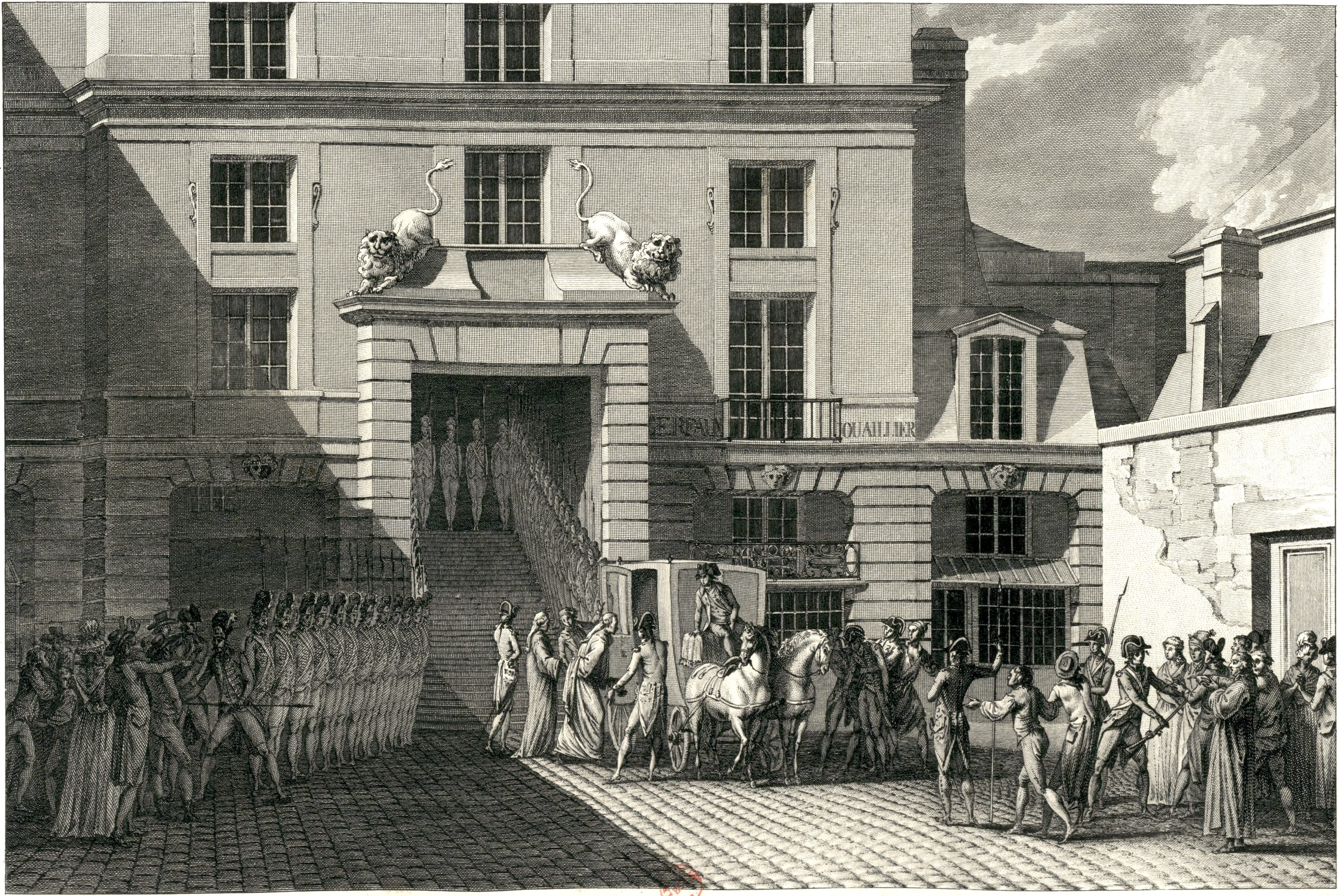
Arrestation de d’Éprémesnil et de Goislard de Monsabert, au Parlement de Paris, le 6 mai 1788 par les Gardes françaises (Abraham Girardet).

Conseiller aux enquêtes au Parlement de Paris, il se montra l’un des parlementaires les plus opposés aux assemblées provinciales et à la subvention territoriale. Louis XVI ayant voulu faire enregistrer un nouvel emprunt en 1787, d’Éprémesnil demanda la convocation des États généraux, ce qui, du jour au lendemain, en fit le héros des « révolutionnaires ». Ayant découvert le projet secret du gouvernement tendant à remplacer le Parlement par une Cour plénière, décidé à révéler en séance les agissements des ministres, il fut arrêté en mai 1788 avec Goislard de Monsabert, au milieu de ses collègues, puis exilé à l’ile Sainte-Marguerite dans la Méditerranée. Toutefois, le projet du gouvernement échoua et d’Éprémesnil rentra au Parlement après quatre mois d’emprisonnement dans une citadelle battue par les flots où était venue le rejoindre son épouse. Ils remontèrent ensemble à Paris, auréolés d’une réputation flatteuse de courageux opposants au despotisme. À Lyon, ils furent couronnés de roses et reçus à diverses cérémonies officielles puis, sur la route du retour, Mme d’Éprémesnil accoucha d’un fils le 4 novembre, son mari y voyant un heureux présage, ainsi qu’il l’écrivit à son vieil ami le comte d’Antraigues.
De retour à Paris, Mme d’Éprémesnil, qui s’était fait remarquer lors de l’exil de son mari, par des lettres adressées aux ministres, alimenta à nouveau la chronique en octobre 1788. Citée dans l’affaire du comte de Kersalaunsur lequel on avait trouvé une lettre où elle prenait vivement parti contre le ministre Breteuil, elle faillit être envoyée à la Bastille par lettre de cachet.
Puis, à la veille de la discussion au Parlement sur la question du vote par ordre ou par tête, les partisans du vote par tête la chargèrent d’influencer son mari pour qu’il défende cette position et entraîne avec lui la majorité de ses collègues à se rallier à Necker. L’arrêt du 5 décembre 1788 qui allait être soumis au Parlement passerait certainement, savait-on, si d’Éprémesnil le proposait. Les présidents Bochard de Saron et Le Peletier de Rosanbo étaient venus au domicile de leur collègue, le conjurant « pendant trois-quarts d’heure » de ne pas appuyer cette proposition qui démonarchiserait la France. Dès qu’ils eurent le dos tourné, Mme d’Éprémesnil « douée de tous les genres d’intrigues dont celui de séduction dont elle faisait un funeste abus » sur son mari, enjoignit à celui-ci de favoriser le vote par tête. En séance du Parlement, d’Éprémesnil, allant dans le sens de son épouse, défendit le lendemain ce principe qui fut adopté à la majorité des voix, ouvrant une brèche immense aux partisans d’un changement profond des institutions.
Mais d’Éprémesnil, qui avait cru pouvoir représenter la noblesse aux États généraux éprouva quelques difficultés à justifier l’ancienneté de la sienne. Comme Necker ne le soutint pas dans cette affaire, il se vengea en attaquant impitoyablement le ministre. Il intrigua pour représenter finalement la noblesse de Paris hors les murs et il siégea à la droite de l’hémicycle.
Comme député de la noblesse aux États généraux, il s’opposa à la réunion des trois ordres et à toutes les mesures permettant de faire avancer la situation. On s’aperçut que ses interventions n’étaient jamais constructives et il fut accusé, par ses gesticulations et ses provocations, de vouloir discréditer l’assemblée ou de bloquer l’avancement de ses travaux.
Sa réputation flatteuse disparut aussi vite qu’elle était venue. On moqua ses prétentions à la noblesse et aussi on chercha à l’atteindre à travers sa femme. Lorsqu’on supprima les anciennes pensions abusives, les journalistes ne se firent pas faute de rappeler que Mme d’Éprémesnil, autrefois Mme Thilorier, était une ancienne maîtresse du baron Clugny de Nuits, un ministre qui n’avait pas laissé de bons souvenirs. Ils ignoraient qu'aussi libérale que son mari était réactionnaire, elle avait favorisé de façon décisive le vote par tête.
Le 28 août, il déclara à l'Assemblée que les papiers publics s’étaient trompés sur son compte. Le 17 septembre, c’est le partisan de l’absolutisme qui s’exprimait en soutenant que, sur la question de la renonciation de Louis XVI au trône, « il n’y a[vait] pas à délibérer, car la couronne est héréditaire de mâle en mâle ». Et il réitéra les principes « de l’inviolabilité de la personne du roi, de la couronne et de l’hérédité ». En décembre, il se prononça « pour le privilège exclusif de la Compagnie des Indes » dont sa femme et lui avaient conservé des actions, ce qui indique bien que sa volonté de changement se limitait, avec une réforme de la fiscalité avantageuse aux grands propriétaires, à la liberté des grandes compagnies de commerce. Il revint avec force sur le même sujet par un long discours du 2 avril 1790,.
Pour le reste, il demeurait intransigeant. Il reprit à son compte la sortie de Mirabeau cadet, son ami, qui disait en avril 1790 « nous préférerons mourir sur nos bancs plutôt que renoncer à ce que la religion catholique, apostolique et romaine soit la religion de la Nation ». Et il ajoutait au cours de ce débat houleux qu’il n’a « point existé, qu’il n’existe point de pays policé qui ne reconnaisse une religion quelconque comme la religion de l’État ». À l’issue de cette séance, Jacques Antoine Marie de Cazalès, l’abbé Maury et lui-même furent pris à partie par la foule. Il ne lâcha pas un pouce de terrain, intervenant sur tous les dossiers touchant la prééminence de l’exécutif royal, sur les questions coloniales, et aussi religieuses. À la fin de l’année 1790, il était systématiquement attaqué par ses adversaires dès qu’il prenait la parole, cela dégénérait et il y eut de nombreux rappels à l’ordre.

### Promoteur de la compagnie du Scioto

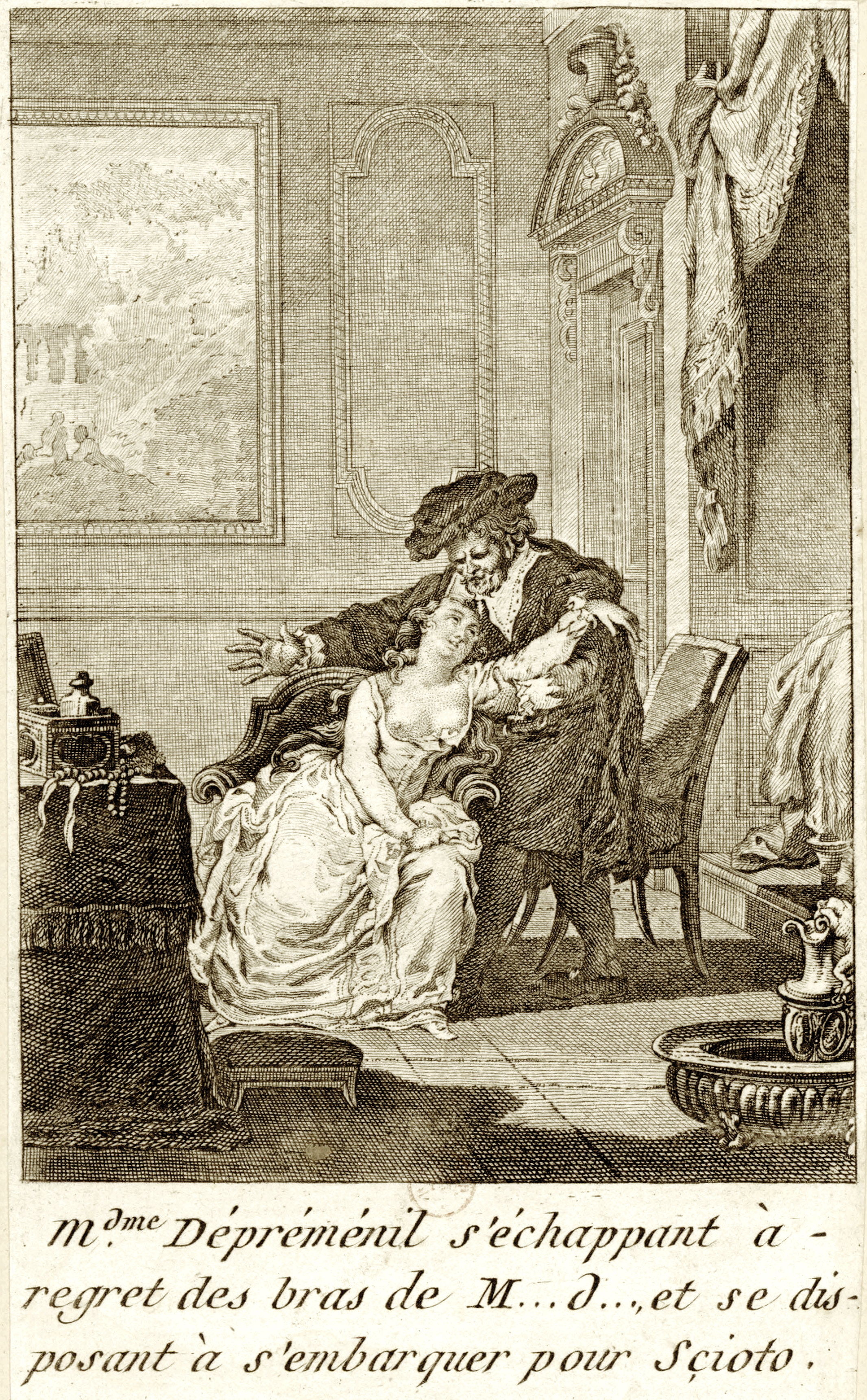
Madame Dépréménil s'échappant à regret des bras de M... D..., et se disposant à s'embarquer pour Scioto.

Avec William Playfair, le marquis de Lezay-Marnésia, député d’un bailliage de Franche-Comté, et Chais de Soissons, avocat au Parlement, il avait fondé, au début de l’année 1790, la compagnie du Scioto, dite aussi « compagnie des Vingt-quatre », qui acheta du gouvernement américain trois millions d’acres en Amérique septentrionale, entre l’Ohio et le Scioto. On y avait prévu la construction de la ville de Gallipolis. Le député acquit personnellement 11 000 acres mais les terrains ne furent jamais mis entre les mains des associés, restèrent occupés par les Indiens et la société fit faillite, ruinant définitivement les candidats au départ, souvent des pauvres gens (domestiques, artisans, etc.) au chômage depuis l’émigration des riches aristocrates qui les employaient. Pour les venger, Camille Desmoulins écrivit ce morceau d’anthologie du journalisme révolutionnaire dans lequel il a donné la pleine mesure de son grand talent de pamphlétaire :

### Le contre-révolutionnaire
Dès le début de la Révolution, d’Éprémesnil s’impliqua dans les résistances secrètes à la Révolution. Il n’en laissait rien paraître à l’Assemblée constituante mais beaucoup de députés et de journalistes, dont Camille Desmoulins ou Gorsas, le suspectèrent, dès le début, de vouloir un retour à l’ordre ancien. Dès avant la prise de la Bastille, il avait cherché à se faire admettre dans le salon de la duchesse de Polignac qui fut le premier lieu d’opposition radicale à la politique de Necker et plus encore aux projets de réunion des États généraux. Mais dans ce salon, d’Éprémesnil ne fut jamais reçu comme il l’aurait voulu, on se méfiait de lui. Après les événements du 6 octobre 1789, il s’entendit avec un certain nombre de députés de son bord et d’autres aristocrates du club monarchique pour échafauder des plans d’évasion de la famille royale. On connaît l’épisode de la fuite de Louis XVI et son arrestation à Varennes, mais une demi-douzaine de plans plus ou moins chimériques le précédèrent et le suivirent. L’un des plus solides, financièrement parlant, avait été monté en octobre 1790 par le duc de Villequier et sa sœur la duchesse de Villeroy : d’Eprémesnil et Cazalès y participèrent.
Pour parer à ces menaces, le député Thouret fut chargé de préparer une loi sur la résidence des fonctionnaires, y compris le roi, qui devait être considéré comme « le premier fonctionnaire de l’État ». Elle fut vivement combattue par d’Éprémesnil et ses amis, qui cherchèrent désespérément à contrer le projet, articles par articles, notamment celui portant que le roi devait avoir sa résidence à portée de l’Assemblée lorsqu’elle était réunie, et que si le roi sortait du royaume et n’y revenait pas malgré les injonctions de l’Assemblée, il serait censé avoir abdiqué la royauté.
Mieux connue est la tentative dite des « chevaliers du poignard » qui eut lieu le 28 février 1791 et qui tourna court. Profitant d’une diversion provoquée à Vincennes où accoururent La Fayette et un détachement important de la garde nationale, plusieurs dizaines, peut-être trois cents gentilshommes armés et les cheveux roulés en signe convenu, pénétrèrent la nuit au château des Tuileries afin d’entraîner Louis XVI hors de Paris « sous prétexte de le défendre ». Craignant pour sa sécurité, le monarque renonça à les suivre et, un peu plus tard, les chevaliers, dits « du poignard » par allusion à des armes blanches qu’ils auraient portés sur eux, furent encadrés par la troupe des grenadier soldés, volontaires de service, commandés par le général Gouvion – « qui n’avaient point été se promener à Vincennes » –, et désarmés. On reconnut le prince de Poix, gendre du banquier Laborde, Berthier, fils de l’intendant Berthier de Sauvigny, Charles de Sartine, fils de l’ancien ministre de la marine, Louis de Vaudreuil, MM. de Vioménil, de Lamberye, d’Albignac, de Virieu, de Tilly, Félix du Muy, etc. Plusieurs d’entre eux protestèrent. Si l’on en croit la presse du temps, le sieur Duval d’Éprémesnil fut le plus vindicatif et le plus véhément au point qu’il reçut force « horions, taloches et croquignoles ». Les protagonistes de l’affaire dite des chevaliers du poignard furent tournés en ridicule par la presse et la caricature.
Ces mésaventures n’arrêtèrent pas d’Éprémesnil, bien au contraire. Il fut de ceux qui créèrent la première « agence de renseignements » à destination de l’émigration qui grossissait de jour en jour, et qu’on nomma les « Salons français » puisque ses réunions semblent s’être déroulées dans ce lieu déjà connu, situé au no 50 des Arcades du Palais-Royal et qui était utilisé, depuis 1785, comme un lieu de rassemblement des artistes, mécènes et amateurs d’art graphique. Le Rouennais Lemaître était l’un des membres de cette société artistique, et c’est lui qui, en relation avec d’Éprémesnil, Cazalès et d’autres gravitant dans les mêmes cercles, créa cette cellule de renseignements à l’usage des émigrés. Elle commença à fonctionner au début de l’été 1791 sous la direction de Lemaître et d’un ancien secrétaire de Cazalès, le chevalier Sandrier des Pommelles. Parti en émigration fin 1790, le comte d’Antraigues fut le premier bénéficiaire de cette agence de renseignements à laquelle collaborèrent diverses personnes dont des journalistes du journal les Actes des Apôtres et plusieurs des habitués du salon de Mme d’Éprémesnil.
À ce moment, M. et Mme d’Éprémesnil recevaient beaucoup dans leur hôtel de la rue Bertin-Poirée, et tant les mémorialistes que les dénonciateurs donnent une idée des personnes qui fréquentaient ce salon qui fut probablement, par son influence politique dans les milieux aristocratiques, le premier salon contre-révolutionnaire. Malouet et Montlosier ont décrit, dans leurs mémoires, les soirées musicales et politiques données par le couple d’Eprémesnil et leurs enfants. Il y avait un certain nombre de propriétaires coloniaux et notamment la famille Hosten, le frère cadet et la sœur (Mme de Cabris) de Mirabeau, des amis normands comme Hue de Miromesnil, le président de Frondeville ou Leduc de Biéville et ses deux fils Lillers et Bernières, et beaucoup de députés « noirs » parmi lesquels le ci-devant marquis de Ferrières, le comte de Foucauld-Lardimalie et l’abbé Maury. On y voyait encore Parisau et l’abbé Arthur Dillon, journalistes contre-révolutionnaires, ou encore les intimes, les marquis de Beauharnais et de Cubières, les barons de Crussol et de Batz, la comtesse de Narbonne, Mme de Bonneuil et ses trois filles.
Le 17 juillet 1792, Jean-Jacques Duval d’Éprémesnil traversait la terrasse des Tuileries lorsqu’il fut reconnu et désigné aux Fédérés marseillais (mais Les Marseillais n'étant pas à Paris avant le 30 juillet, il doit s'agir d'une erreur de date, Tuetey mentionne un document qui évoque une semblable anecdote le 28 juillet, sans parler des fédérés marseillais). Il fut saisi au collet et frappé, puis entraîné de force au Palais-Royal pour y être pendu ou « lanterné ». Arrivé sur place, il fut reconnu par Belmont et Mlle Devienne, acteurs du Théâtre-Français, qui alertèrent l’acteur de l’Opéra comique Micalef, lequel commandait un détachement de la garde nationale. La foule était très remontée contre d’Éprémesnil qui, déjà couvert de sang et de boue, fut arraché tant bien que mal au lynchage en cours, et dirigé vers la Trésorerie nationale, dans un état grave. Prévenu entretemps, le maire Pétion s’adressa à la foule en délire qui, face à l’entrée de la Trésorerie, n’avait pas renoncé à sa proie. Il annonça que d’Éprémesnil serait jugé au Tribunal criminel qui le condamnerait certainement comme traître à sa patrie. Un peu plus tard, l’ancien député, encadré par une foule toujours nombreuse et déterminée, était transporté à l’abbaye de Saint-Germain-des-Prés où sa belle-fille et le dramaturge Antoine-Vincent Arnault lui administrèrent les premiers soins. Un peu avant les massacres de Septembre, on le relâcha. Ne pouvant plus retourner chez lui, il fut reçu chez son ami le comte de Ségur qui l’abrita.

#### Complots de 1793
Après l’exécution de Louis XVI, les royalistes recomposent leurs réseaux autour de sa personne. Il sait pouvoir composer sur le dramaturge Antoine-Vincent Arnault, sur Claude-Armel Legras de Bercagny – qui épousera plus tard sa belle-fille et fera une carrière sous l’Empire –, le marquis de Parny, le comte de Bernières – fils de Leduc de Biéville –, le riche « Américain » Bellanger des Boulets, etc. Tous s’essaient à se créer des complicités au sein du Comité de sûreté générale – la police politique – et y parviennent. Dumouriez, qui est en Belgique, a le projet de retourner son armée contre la Convention et de préparer un retour de la monarchie. À Paris, les conspirateurs préparent le terrain. Mais l’histoire en décide autrement et les petites échauffourées suscitées artificiellement, réprimées, et ce manque de coordination dans l’action entraîne la défection du général Dumouriez qui passe à l’ennemi. Pour les royalistes de l’intérieur, la donne est modifiée et ils voient à regret s’éloigner la dernière occasion sérieuse pour eux de reprendre le contrôle des choses sans un recours à l’étranger. Ils se dispersent, émigrent, pour les uns ou s’enrôlent dans les armées de la République, pour les autres.
Très en vue, d’Éprémesnil est arrêté entre le 6 et le 8 avril 1793 avec une de ses complices, la ci-devant comtesse de Vauréal, née Marie-Ursule Aumont, accusés l’un et l’autre d’avoir préparé en secret ou voulu favoriser le coup d’État manqué de Dumouriez. Grâce à Charles-Nicolas Osselin, député et membre du Comité de sûreté générale, « l’un des commensaux de la maison Vauréal », ils sont libérés. Le seul espoir pour les royalistes de l’intérieur est maintenant la politique du « pire », c’est-à-dire l’opposition frontale de la Commune avec la Convention qu’il s’agit à terme de renverser, et où les Girondins commencent à sentir le pouvoir leur échapper peu à peu. Par le jeu des nominations dans les hautes sphères de la Commune, beaucoup de ses membres influents sont en effet des aristocrates ralliés et déguisés, et plusieurs seront d’ailleurs agrégés à la « fournée » de ce que l’historiographie, qui n’est pas à une nuance près, a grossièrement nommé les hébertistes. La collusion de ces aristocrates à bonnet rouge, appartenant tous au club des Cordeliers dans sa version de l’an II, avec les anciens nobles, n’a pas cessé d’intriguer quelques historiens : mais ils n’ont jamais su mettre un nom sur la nébuleuse politique environnant le maire prétendument « hébertiste » Jean-Nicolas Pache, agent du duc de Castries, ou encore le citoyen Lhuillier – en relation étroite avec Benoist d’Angers, d’Eprémesnil et Jean de Batz –, qui entretenaient des liens secrets et néanmoins bien réels avec les milieux financiers royalistes. Toutes les entreprises initiées par la vieille noblesse pour laquelle, non sans courage, d’Éprémesnil se mettait en avant (voulait-il se « racheter » de ses « erreurs » passées ?) et qui, en fait, ne contrôlait rien et fut constamment trahi, allaient être tragiquement vouées à l’échec.
Le 2 juin 1793, d’Éprémesnil, qui était sur le point de se retirer dans ses terres de Normandie, se fit délivrer un certificat de non-émigration par des membres importants du Département de Paris, à savoir Momoro, Raisson et La Chevardière. Il passa l’été avec les siens dans son château d’Éprémesnil mais, après la prise de Toulon, le bruit courut dans la région qu’il intriguait pour faire livrer aux Anglais le port du Havre. Cette dénonciation reçue à la municipalité du Havre, qui n’est étayée par aucun document, a été à l’origine de ses malheurs.

#### Arrestation et exécution
Décrété d’arrestation le 7 septembre 1793, recherché sur ordre du représentant Louchet, d’Éprémesnil dut se cacher. Selon une tradition, il se serait dissimulé plusieurs jours dans une cache à Rouelles, non loin du château d’Éprémesnil. Puis il se réfugia de nuit dans une autre de ses propriétés située à Maréfosse, près de La Remuée, en pleine campagne. Il fut localisé et arrêté, placé contre argent en surveillance chez lui, puis, des propositions d’évasion lui ayant été faites, il fut envoyé par précaution le 14 frimaire an II à la maison d’arrêt du Havre. Ramené à Paris le 10 pluviôse an II et incarcéré au Luxembourg, il obtint, le 13 ventôse, son transfert à la prison des Anglaises où son épouse, qui l’avait suivi libre depuis Le Havre, était détenue depuis qu’elle avait été arrêtée à son tour, lorsqu’elle s’était rendue à sa section du Contrat-Social pour y faire viser son passeport (27 pluviôse).
Jugé avec Malesherbes, le défenseur de Louis XVI, qui comparut avec sa famille, et avec plusieurs anciens députés de la Constituante comme Le Chapelier et Thouret. Parmi les femmes : Mme Le Peletier de Rosanbo et Aline de Chateaubriand sa fille, Mmes de Grammont et du Châtelet, et enfin la princesse Lubomirska qui, se déclarant enceinte, ne faisant que retarder l’heure du supplice. Ils furent condamnés à mort et guillotinés le 22 avril 1794.
Le 26 prairial an II, la Convention, par l’organe de Bertrand Barère de Vieuzac, décidait de faire juger Mme d'Éprémesnil  avec les complices du complot de l’étranger tel qu’il fut servilement présenté à la Convention par Élie Lacoste – qui, comme Fouquier-Tinville – était aux ordres de Bertrand Barère de Vieuzac, Collot et Billaud-Varenne, les trois instigateurs de cette affaire politico-policière. Mme d'Éprémesnil ne lui survécut que deux mois à peine (17 juin 1794). Il laissait un fils – Jacques Duval de Maréfosse – de son premier mariage, et trois jeunes enfants de sa veuve.
Les papiers personnels de Jean-Jacques Duval d'Éprémesnil et de la famille d'Éprémesnil sont conservés aux Archives nationales sous la cote 158AP.

## Œuvres
Il a publié de nombreuses brochures politiques dont :
- Réflexion d’un magistrat sur la question du nombre et celle de l’opinion par ordre et par tête, 7 décembre 1788, Paris, 20 p.
- Nullité et despotisme de l’Assemblée nationale, 1790
- Lettres de M. d’Eprémesnil et de M. de La Fayette à l’occasion du (...), 28 février 1791, contenant réponse à certaines impostures imprimées...contre M. d’Eprémesnil sur le même sujet, 6 et 7 mars 1791
- Réflexions sur les nouveaux décrets concernant les colonies, Paris, 16 mai 1791
- Paris, 1823